# A ovest di Roma
A ovest di Roma (West of Rome) è una raccolta di due racconti dello scrittore statunitense John Fante, pubblicata postuma nel 1986.

## Tema
Nel primo racconto, Il mio cane Stupido, un simpatico akita giunto quasi per caso nel giardino di Henry Molise (alter ego di Fante), diviene il protagonista della storia. Molise si troverà ingarbugliato incolpevolmente in situazioni clamorose e a dir poco eclatanti, che stabiliranno un legame quasi indissolubile tra il cane ed il padrone. Il cane è gigantesco, ottuso e testardo. La scrittura è tagliente ed il racconto è tragicomico.
Il secondo racconto, - il più breve -  L'orgia, ha come sfondo l'ambiente dell'infanzia dell'autore. La storia, apparentemente lineare e priva di messaggi nascosti, affronta un tema delicato che senza dubbio ha influenzato la scrittura di Fante: il rapporto padre-figlio. Viene narrata la fine brutale del periodo dell'infanzia
Il mio cane Stupido affronta il tema del disfacimento della famiglia Molise. I figli ormai grandi, dal carattere così diverso da quello del padre, lasciano la casa, ciascuno seguendo la propria personale scelta di vita. Lo scrittore sente allentarsi i legami affettivi anche con la moglie. In questo progressivo appiattimento dell'esistenza, Henry Molise vagheggia un ritorno nella lontana e idealizzata terra di origine, l'Italia, lasciandosi alle spalle una realtà che non sente più propria. La ricerca di nuove energie mentali attraverso il viaggio si rivela però qualcosa di irrealizzabile, schiacciato com'è il protagonista da mille preoccupazioni pratiche. L'unico viaggio possibile a questo punto diventa quello nella memoria, in un aggrapparsi a sensazioni e personaggi e avvenimenti di un passato che, pur tra mille difficoltà, appare ad Henry Molise preferibile alla calma piatta vissuta sotto il sole californiano, in un benessere più apparente che reale, un abbandono continuo nell'alcool, in attesa dell'agognata telefonata per ottenere un ruolo da sceneggiatore in qualche film di secondo livello.    
Lo stile ironico, ma percorso da un'evidente vena di sofferenza, caratterizza quest'opera e la rende una delle più interessanti dello scrittore statunitense, che da spietato ma tutto sommato sorridente cantore della famiglia e del padre passa ad interrogare se stesso e fa un consuntivo del proprio ruolo di scrittore e di uomo.

## Edizioni
- A ovest di Roma, traduzione di Alessandra Osti, Collana Le strade n.1, Roma, Fazi, 1997, ISBN 978-88-8112-033-8.
- A ovest di Roma, Introduzione di Franco Marcoaldi, Collana Stile libero, Torino, Einaudi, 2008, ISBN 978-88-06-17141-4.